# Aphidius qadrii
Aphidius qadrii är en stekelart som först beskrevs av Shuja-uddin 1977.  Aphidius qadrii ingår i släktet Aphidius och familjen bracksteklar. Inga underarter finns listade i Catalogue of Life.